# NGC 3766
إن جي سي 3766 (NGC 3766) هو عنقود مفتوح في كوكبة قنطورس الجنوبية. وهي تقع في منطقة تشكيل نجوم واسعة المعروفة باسم سحابة كارينا جزيئية، تم اكتشافها من قبل نيكولاس لويس دو لكيل أثناء مسح قام به بين عامي 1751 و1752.

## انظر أيضا

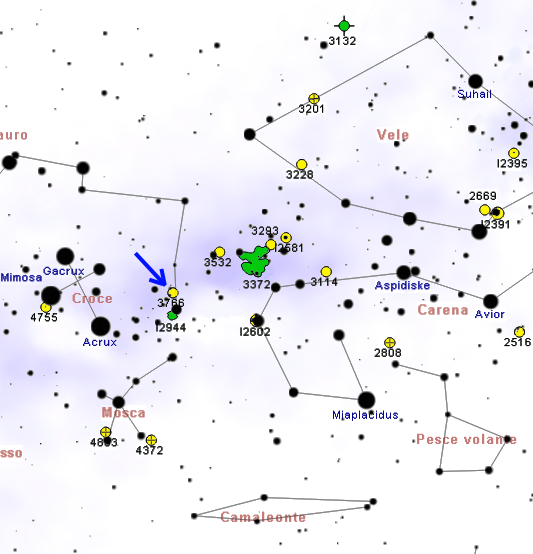
خريطة تبين موقع إن جي سي 3766.

## وصلات خارجية
- NGC 3766 في SEDS
- Astrophotograph الرابط
- WEBDA البيانات على NGC 3766 قبل Lynga

- NGC 3766 على موقع ويكي سكاي: DSS2, SDSS, GALEX, IRAS, Hydrogen α, X-Ray, Astrophoto, Sky Map, Articles and images